# Antiplanes catalinae
Antiplanes catalinae är en snäckart som först beskrevs av Raymond 1904.  Antiplanes catalinae ingår i släktet Antiplanes och familjen Turridae. Inga underarter finns listade i Catalogue of Life.